# 개빈 뉴섬
개빈 크리스토퍼 뉴섬(영어: Gavin Christopher Newsom, 1967년 10월 10일 ~ , 샌프란시스코 출생)은 미국의 정치인으로, 제40대 캘리포니아주 주지사이다. 앞서, 그는 제42대 샌프란시스코 시장으로, 2003년 선거에서 선출되어 윌리 브라운의 뒤를 이었으며, 2007년 선거에서 72%의 득표율로 재선에 성공하였다.
2010년 3월, 그는 캘리포니아주 부지사 직위에 출마를 선언하였고, 2010년 6월, 그는 민주당 후보로 선출되어 출마하게 되었다. 2010년 11월 2일에 치러진 부지사 선거에서 개빈 뉴섬은 공화당의 아벨 말도나도를 제치고 당선되었다.
그리고 정확히 8년이 지난 2018년 11월 6일, 개빈 뉴섬이 캘리포니아주 주지사 선거에서 경쟁 후보 존 콕스를 누르고 주지사에 당선 되었다. 캘리포니아 주지사의 취임일 지정 방식인 "1월 1일 이후의 첫 월요일"에 따라 2019년 1월 7일부터 직책을 부지사 당시 주지사였던 제리 브라운을 이어서 맡고 있다.

## 역대 선거 결과
| 선거명      | 직책명            | 대수 | 정당   | 득표율 | 득표수      | 결과 | 당락                   |
| ----------- | ----------------- | ---- | ------ | ------ | ----------- | ---- | ---------------------- |
| 2003년 선거 | 샌프란시스코 시장 | 42대 | 무소속 | 52.81% | 133,546표   | 1위  | 샌프란시스코 시장 당선 |
| 2007년 선거 | 샌프란시스코 시장 | 42대 | 무소속 | 73.67% | 105,596표   | 1위  | 샌프란시스코 시장 당선 |
| 2010년 선거 | 캘리포니아 부지사 | 49대 | 민주당 | 50.12% | 4,917,880표 | 1위  | 캘리포니아 부지사 당선 |
| 2014년 선거 | 캘리포니아 부지사 | 49대 | 민주당 | 57.16% | 4,107,051표 | 1위  | 캘리포니아 부지사 당선 |
| 2018년 선거 | 캘리포니아 주지사 | 40대 | 민주당 | 61.95% | 7,721,410표 | 1위  | 캘리포니아 주지사 당선 |
| 2022년 선거 | 캘리포니아 주지사 | 40대 | 민주당 | 59.18% | 6,470,099표 | 1위  | 캘리포니아 주지사 당선 |